# 中出羊子
中出羊子（英語：Hitsujiko Nakade，平假名： Nakade Hitsujiko， 1991年8月14日—），原名鍾銘倫，跨性別女性，是香港網民及社運人士。

## 個人背景
中出羊子是輔仁媒體技術總監，前綫前成員，人民力量前成員，民主倒梁力量前執行委員，秋菊行動前成員。畢業於香港中文大學校友會聯會陳震夏中學。現時旅居台灣，並且入讀東吳大學日本語文學系。曾兼任黃大仙區議會議員譚香文的文宣設計工作。
中出羊子曾接受香港《蘋果日報》副刊訪問，表明支持漢服復興立場，而自己平日就多以女性認同生活，也是一位BDSM愛好者；此外，她分享綁縛心得，指繩縛是情慾的藝術，也可以是夫妻之間的情趣。此外，中出羊子被指於互聯網上有多重分身，包括網名：鍾善因、羊羊、楊紻、楊芷晴、昭明公主、洋子等等。2016年，網上討論區傳言中出羊子與女朋友結婚，但一年多後兩人離婚。

## 涉及事件

### 2000年代
2009年六四事件二十週年，當時網名為「鍾善因」的中出羊子於網上發起名為「網民馬拉松式BT支援六四二十週年紀念活動」的BT分享運動，除了在香港散佈與六四事件相關的種子檔案，更把種子檔案偽裝成劇集、動畫甚至色情電影，放到中國大陸的網上論壇讓網民下載。

### 2010年代
2012年7月13日，中出羊子涉襲擊政府網站。當時網名為「楊紻」的中出羊子被指對三個政府部門網站進行達十秒的「分散式阻斷服務攻擊」，香港警方以「有犯罪或不誠實意圖而取用電腦」罪將之拘捕。她否認指控並批評是政治打壓，目的是套取社運人士通訊器材及通訊紀錄。案件最後因證據不足，不起訴。8月12至15日，當時網名為「鍾善因」的中出羊子協助保釣人士楊匡於社交網站發放啟豐二號船員相關消息。
2014年雨傘革命期間，中出羊子涉嫌製造犯罪工具。香港警方在11月30日於大角嘴一個出租單位破獲一個工場，撿獲三支氣槍、32個木盾牌以及一批材料和工具，中出羊子和另外四名男女涉嫌「非法管有槍械及管有工具可作非法用途」等罪名被捕。早於10月19日，中出羊子在旺角佔領區的警民衝突中帶頭衝破警方防線，其後稱要與網民合作做盾牌。被警員帶走時，中出羊子多次高呼口號：「旺角加油，金鐘加油，革命必勝，城邦會戰勝歸來！」 。
2015年11月25日，中出羊子被指涉及一宗假冒電郵詐騙案件，共涉款額217萬港元。當日上午，羊子於沙田廣林苑住所被警方以涉嫌洗黑錢罪名拘捕。11月26日，中出羊子於晚間獲准保釋候查，須於12月上旬向警方報到。
2012年至2015年期間，中出羊子涉及武器彈藥的走私活動。她被指涉嫌在2012年以網名「洋子」，聯同友人周國興透過聊天軟體QQ建立聊天群組，向大陸地區網民出售違禁品仿真槍， 其後周在大陸因「走私武器彈藥罪」被捕判監，「洋子」在判決書中同被列為主要參與者。中出羊子又涉嫌從2015年起連同社運友人「神仙B」成立「狗天堂」、「大西洋國際」等網店向大陸網友販賣仿真槍，並招募水貨客將槍械走私至深圳郵寄。有六名香港女學生因帶槍被中國公安拘捕及羈押。
2018年7月，中出羊子出席一個英國論壇並「打卡（報告行蹤）」，而揭露了黃台仰有到現場。

## 參選

### 2012年立法會選舉
2012，當時網名為「鍾善因」的中出羊子代表秋菊行動參選立法會選舉新界東地區直選。根據選舉管理委員會規例第541D章第15條，候選人須繳存50,000港元選舉按金方可獲有效提名。7月27日，中出羊子提交證明文件予選舉管理委員會，顯示其個人總資產並不超過港幣4,000元，遠遠不足以繳付相當於其財力十倍以上之選舉按金，要求選舉主任行使酌情權，以確保所有合資格公民能享有公平參選權利。最終選管會拒絕行使酌情權，中出羊子於8月1日報名參選5分鐘後即宣佈退選，以抗議選舉按金機制違反人權法，侵害公民被選權，並於沙田政府合署外叫口號抗議，諷刺香港選舉是「窮人與狗不得進入」。

### 2015年區議會選舉
2015年10月15日，疑因提名不足而面臨退選的中出羊子，終於得到足額提名以「香港城邦皇室」名義獲登記成為油尖旺櫻桃選區（E09）3號候選人。競選口號為「香港建國，華夏復興，驅除賣國賊，共建大城邦」。10月21日，中出羊子在社交網站上載選舉事務處來信，信中指其於候選人簡介中填寫之政綱內容「香港建國」與《基本法》第一條有「根本性抵觸」，要求中出羊子刪除該字句。中出羊子則回應指《基本法》有修憲機制，拒絕提交修訂，並不排除會提呈司法覆核 。翌日（22日）選舉事務處回覆電郵表示「經過諮詢法律意見，未有足夠證據去改變處方立場」，最終代為刪除政綱上的「香港建國」字眼。11月8日，中出羊子偕同「泳衣少女」進行競選拉票活動，並表明「若當選將會有更多美少女表演」，以「抗衡旺角廣場舞大媽」。11月9日，中出羊子再於候選平台上載一份選舉事務處發出的文件，其中提及數十處不獲接納的字眼，當中包括「鄰近經濟強國」、「城邦派」等用詞及整首「香港城邦歌」歌詞等。11月16日，中出羊子於較早前的訪問中表示「支持確立香港城邦主權」；並在與人民力量立法會議員陳偉業及陳志全會面後，考慮向選舉事務處提出凍結及停止櫻桃區選舉。最終中出羊子於選舉中獲得172票，得票率6.51%。

### 2016年立法會選舉
2016年7月28日，中出羊子以「國民香港（城邦派）」名義報名參選2016年香港立法會選舉新界西地區直選。8月1日，中出羊子因選舉政綱包括「大範圍搞港獨」及香港「成為完整主權民主國家」，並於回覆選舉主任羅應祺的電郵中清晰確認會繼續主張和推動「香港獨立」及「香港成為完整主權國家」，律政司意見指出其說法與基本法有根本性牴觸，被選舉主任裁定提名無效，褫奪參選權。補選前，曾因該屆選舉報名時便「被DQ（取消資格）」的中出羊子聲言會再試圖報名，參加補選。

## 外部連結
- 中出羊子的Facebook專頁
- 中出羊子候選人公開平台